# 阿洛依斯·伊拉塞克
 阿洛依斯·伊拉塞克 （1851年8月23日 – 1930年3月12日）是一名捷克作家， 历史小说和戏剧作家。 伊拉塞克曾先后在利托米什尔和布拉格担任高中历史老师，直到1909年退休 。 他写了一系列对其祖国充满信心，并朝着自由与正义方向前进的历史小说。 他与米古拉斯·阿列什，约瑟夫·瓦茨拉克·斯拉德克，卡雷尔·瓦茨拉夫·莱斯或兹德涅克·尼耶德利等众多捷克文人相交。 他们一起参加了在联合咖啡厅的艺术俱乐部。 他曾在杂志《钟》担任编辑，并分别于1918、1919、1921和1930年获得诺贝尔文学奖提名。 

## 个人生平
阿洛依斯·伊拉塞克于1851年8月23日在波希米亚王国（现捷克共和国）的赫罗诺夫出生，当时是奥地利帝国的一部分。他出生于一个小农户同时也是一个中等收入的纺织业者家庭。 他的父亲是约瑟夫·伊拉塞克（1822-1901年），最初是一名编织工，然后成为了一名面包师。 他母亲的名字叫文琴·伊拉斯科娃（1821-1887年）。 阿洛依斯有八个兄弟姐妹：海伦娜，约瑟夫，艾米利亚，鲁道夫，苏菲，博热那，阿道夫和安东宁。 他曾在布劳莫夫的德国本尼迪克特高中（1863–1867）和在赫拉德茨-克拉洛韦的捷克高中（1867–71）就读。 随后，他在布拉格查理大学 （1871-74）学习历史。 完成学业后，他搬回了利托米什尔，在那里他成为了历史老师。 他完成了第一部重要作品《哲学生纪事》。 1879年8月11日，他与玛丽·波德雅斯卡结婚。 他们在一起有八个孩子，七个女儿和一个儿子。 
1888年，他们移居布拉格。 他们对前两套公寓不满意。 但是，五年后，他们终于在雷索街上找到了完美的公寓，这条街靠近今天的伊拉塞克广场，那里伫立着纪念阿洛依斯·伊拉塞克的纪念碑。 他们从1903年开始居住在这间公寓中，直到1930年阿洛依斯去世为止。 他继续在布拉格担任高中老师，并撰写文学作品。 住在布拉格使他有机会认识艺术和科学界人士。 他开始接触米古拉斯·阿列什，并与他分享了艺术构想和计划。 他与齐克蒙·温特，卡雷尔·瓦茨拉夫·莱斯成为朋友，也与约瑟夫·斯瓦托普卢克·马查尔和兹德涅克·尼耶德利等年轻一代成为朋友。 他的所有剧作都是在布拉格时期写的。 1908年7月3日，他被选为捷克艺术与科学院会员。 
他于1909年退休，将大部分时间用于文学创作。 他经常去家乡赫罗诺夫，同时他也到全欧洲旅行，这是他在一些作品中写到的。 他访问了霍茨科，德累斯顿，意大利， 斯洛伐克和布莱德 。 
1917年，他是第一批签署《捷克作家宣言》的人 ，这是一项重要宣言，在政治上支持了捷克人建立一个独立国家。 1918年10月28日，伊斯铎尔·扎赫拉迪尼克和阿洛依斯参加了捷克斯洛伐克独立宣言的宣读。 1918年12月21日，阿洛依斯向托玛斯·马萨里克致辞，并多次与他会面。 
查理大学在1919年授予阿洛依斯荣誉博士学位 。 雷索街的高中更名为伊拉塞克高中。 他成为捷克斯洛伐克共和国革命国民议会的议员。 1920年，他成为国民议会议员 。 他一直担任参议员直到1925年。 在议会中，他参加了捷克斯洛伐克民族民主党的竞选。 
他的政治生涯，直到因病无法写作为止。 1921年9月，他退出了罗马天主教会 ；他仍然是一名基督徒 ，但从未进入过另一个教会。 在1918、1919、1921和1930年，他被提名诺贝尔文学奖 。 

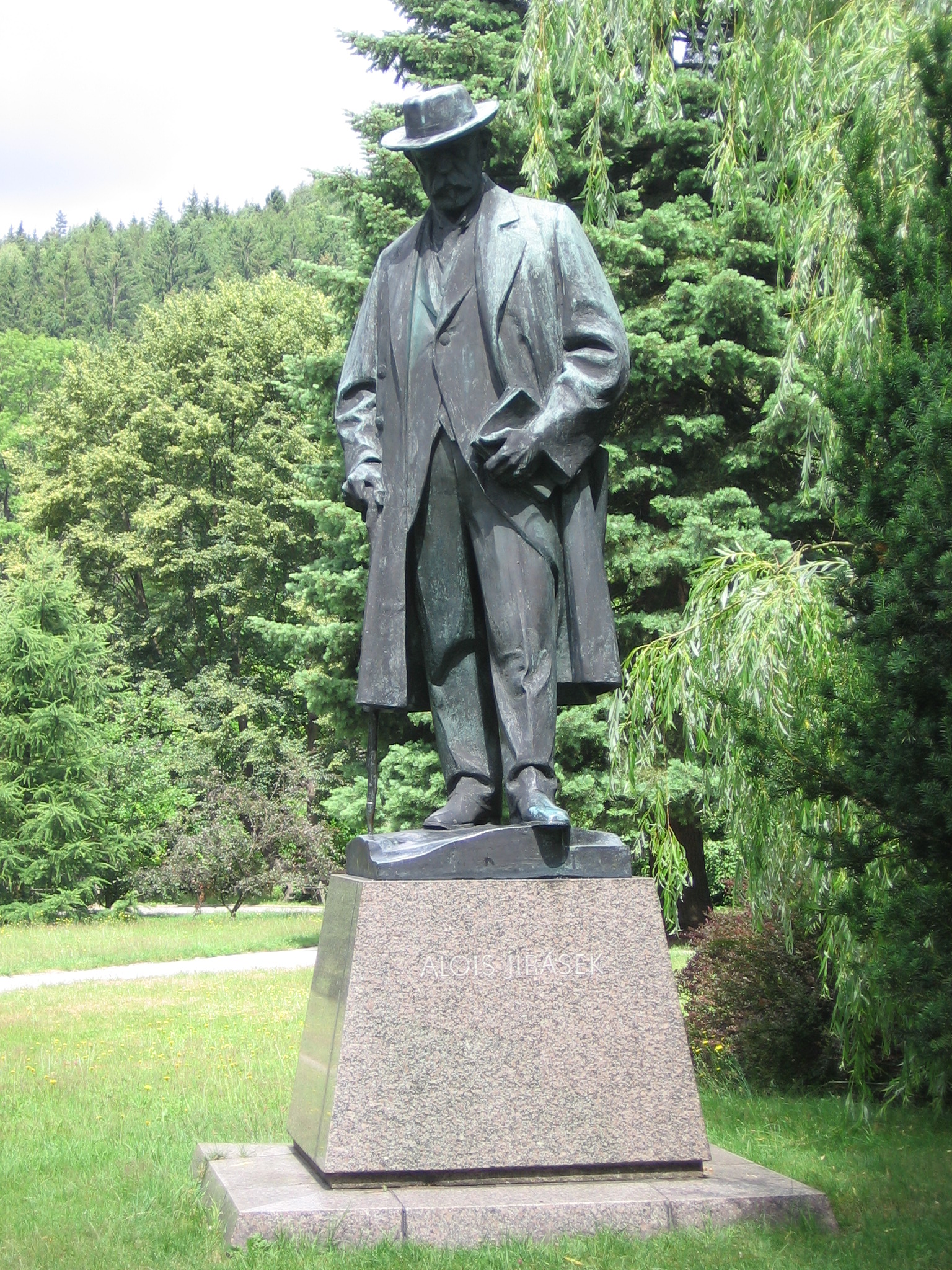
赫罗诺夫的伊拉塞克纪念碑

1930年3月12日，他在布拉格去世，被安葬在自己的家乡赫罗诺夫。 3月15日，在他葬礼的前一天，布拉格国家博物馆前举行了追悼会。卡雷尔·克拉马日和法兰提赛克·索克普分别在那里发表了讲话。国家博物馆举行了国家葬礼。 由于阿洛依斯不是任何教会的成员，因此天主教会禁止在布拉格敲钟。 他的葬礼上没有牧师。托玛斯·马萨里克和许多政治人物，大学教授和外交官参加了他的葬礼。 伊万·德日尔 ， 雅罗斯拉夫·卡瓦皮尔和鲁道夫·梅德克分别发表了讲话。 火化后，他们将骨灰坛运送到了赫罗诺夫，期间在许多捷克城市停了下来。 葬礼的最后部分在赫罗诺夫举行。 没有教堂的钟声在响，但是哀悼者可以听到约瑟夫·博胡斯拉夫·费尔斯特的著名作品。 
伊拉塞克是捷克最重要的作家之一。 他使用历史细节来描述他所写的时代。 他书中的人物是历史创造者。 他也描绘了当时的社交活动。 

## 重要作品

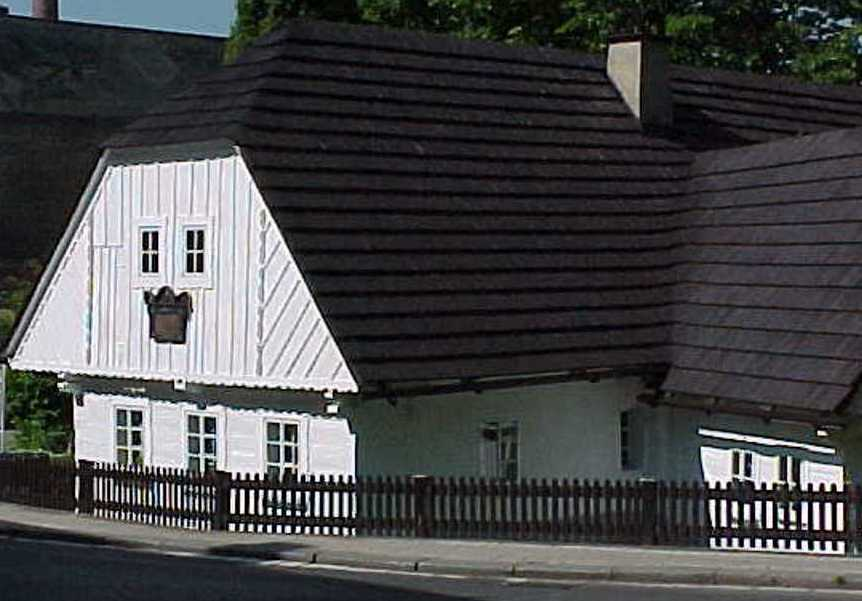
阿洛依斯·伊拉塞克出生的房子

阿洛依斯·伊拉塞克的文学生涯始于以民族主义和爱国主义风格写的文章。 他的散文作品反映了当代乡村的现实。 他从1870年代开始写作，直到1920年代仍笔耕不辍。 
他的第一部大型作品是一本历史小说《斯卡拉克一家》 （1875年）。 最后的作品是一本未完成的小说《胡斯派国王》 。 
他写小说的时间超过50年，比如1878年的《山上的故事》，1879年的暴风雨故事。以及一系列散文。 他的小说处女作是《宝藏》 （1873）。 
伊拉塞克作品中的历史事件范围非常广泛。 它包括当时年轻人以诗文来阅读的神话时期故事（《捷克古老传说》，1894年）。 他也写民歌和爱情小说，这些创作为出版商和插画家所喜爱，进而是电影制片人（1888年的《哲学史》，1885年的《玛丽拉》， 1889年的《扎霍兰斯基的狩猎》， 1905年《洛可可式的巴尔达》）。 他写小说《在国外服务》（1885年）和《索拉维奇》（1884年）。 他还是许多编年史的作者。 他们记录了波希米亚的变化，从胡斯特人开始（《在激流中》三部曲 1887–1890， 《抗击众敌》1893，《弟兄们》三部曲 1900-1909）到重新天主教化的压迫时期（《黑暗时代》1913）以及18世纪的波西米亚王国的兴起 （《弗·勒·维克》5卷，1906， 《在我国》4卷，1896-1903）。 

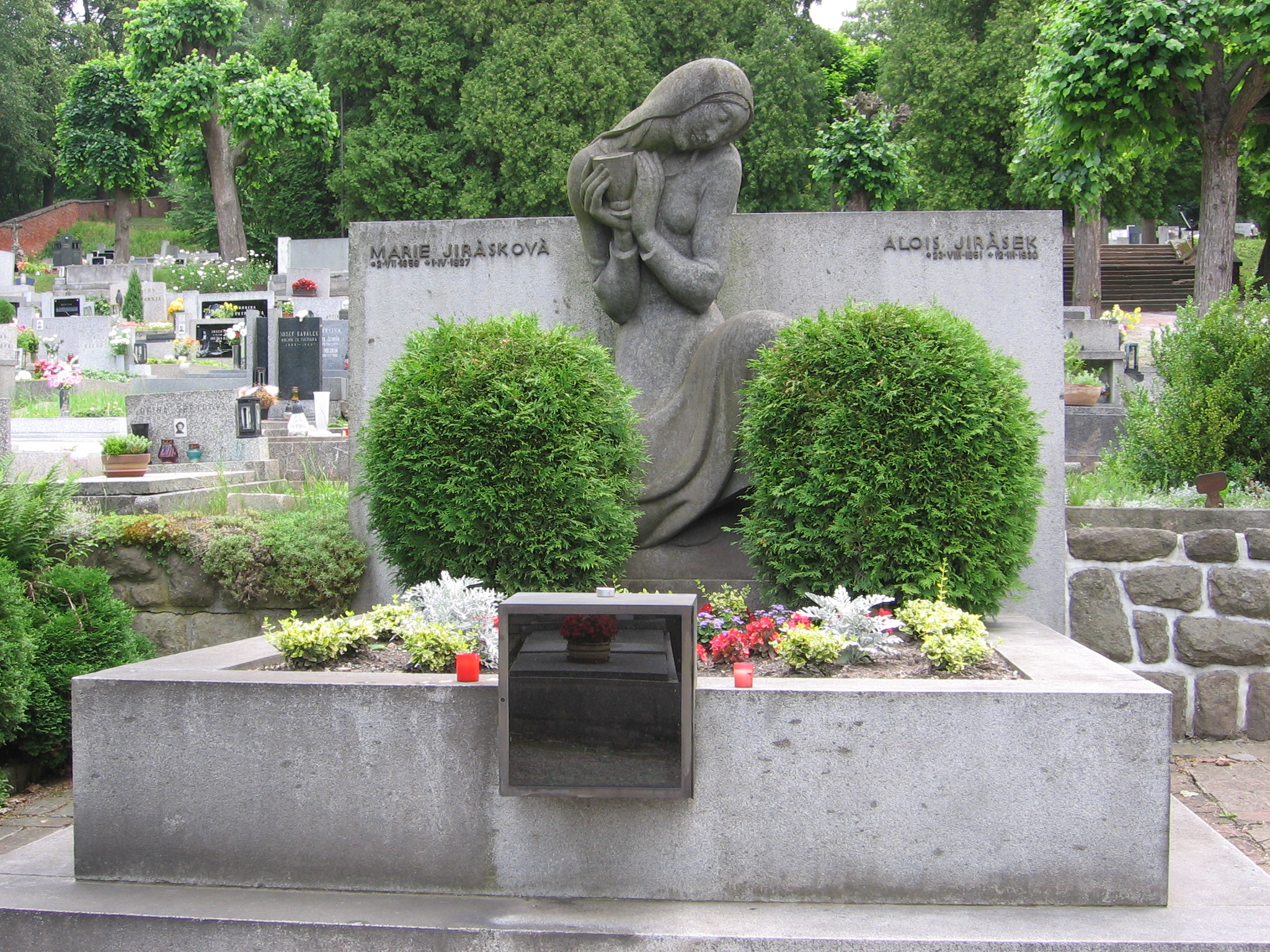
伊拉塞克位于赫罗诺夫的墓地

他创作的以当代村庄为背景的剧作也为当时舞台上的现实主义增色不少（《沃伊娜尔卡》1890，《父亲》 1894）。 《移民》（1898）则是一部历史剧。它有三个部分： 扬·胡斯 ， 扬·杰式卡 ， 扬·罗哈奇。 

### 作品
- 《捷克古老传说》（1894）–从祖先捷赫，经历佩里奥斯王子，胡斯特人，到白山战役时期。
- 《胡西特维》
- 《在激流中》（1887至90年） -关于胡斯特人，主要角色： 胡斯，扬·杰式卡，瓦茨拉夫四世，大主教扬·杰斯特延。
- 《抗击敌众》（1893年）–关于胡斯特人， 塔博尔城的建立和维特科夫战役。
- 《弟兄们》 （1900–1909）–三部曲小说，讲述了利帕尼战役后胡斯特人的沉沦以及在扬·吉斯克拉·布兰迪萨的控制下将他们的军队移交给斯洛伐克。
- 《胡斯派国王》（1920–1930）–小说，主要人物是波杰布拉德的伊日 ，他是一个强有力的统治者，伊拉塞克因生病未曾完成，只出版了前两部分。
- 《从波西米亚到世界末日》（1888年）–关于波杰布拉德的伊日的外交使团的故事
- 《著名的日子》 （1879）– 1419年至1420年的故事集，其中包括瓦茨拉夫四世去世的时代。
- 《结束和开始》（1879）–1452-1453年间发生在利蒂斯的城堡中的故事。它讲到了兄弟团结会的诞生。
- 《泽曼卡》（1885）– 利帕尼战役后的一个故事，讲述了埃利什卡对劳林的命运之爱
- 《在国外服务》（1883年）–一部小说，背景发生在16世纪的乌拉斯洛二世时代，展现了塔博罗派后裔的悲惨命运
- 《玛丽拉》（1885） –波杰布拉迪时代的爱情故事
- 《黑暗时代》（1913-1915）–捷克国家受到最大压迫的时代。 精神生活由天主教会-耶稣会控制；非天主教徒举行了秘密聚会并阅读了圣经和其他禁忌文学。 为此，他们受到耶稣会士的迫害。 在第一次世界大战期间，《黑暗时代》成为最著名的捷克书籍。
- 《索拉维奇》（1884）– 17世纪的小说
- 《斯卡拉克一家》（1875）–关于1775年的农民起义
- 《岩石》（1886）–关于三十年战争。 罗诺夫的克鲁涅卡家族故事。
- 《弗·勒·维克》（1888–1906）–五部小说，主要人物是多布罗什卡的弗兰迪赛克·勒迪斯拉夫·维克。 目的是展示在布拉格和杜布罗什卡的捷克民族复兴进程。 历史人物包括：瓦茨拉夫·塔姆
- 《在我国》（1896–1903）–四部曲编年史。发生在纳霍德和赫罗诺夫
- 《哲学生纪事》（1878）–关于生活在利托米什尔的学生生活以及1848年他们在布拉格的抗争。
- 《摇篮》（1891）–喜剧，背景为瓦茨拉夫四世时代。
- 《移民》 （1898）– 关于1741年代发生在梅图耶河畔波利采的戏剧
- 《M·D·雷蒂格》（1901） -戏剧
- 《英雄》（1904）–悲剧
- 《灯笼》（1905）–一部将真实世界与故事联系起来的戏剧。
- 《沃伊娜尔卡》 （1890）–从未实现的旧爱悲剧
- 《父亲》（1894）–关于嫉妒和贪婪的戏剧
- 《孤独》（1908）–戏剧
- 《考验》（1894）–发生在利托米什尔周边的戏剧
- 《约翰内斯先生》 （1909）–故事

## 资料来源
- Gilman, D. C.; Peck, H. T.; Colby, F. M. (编). .  (第1版). 纽约: Dodd, Mead. 1905.
- Hrbkova, Šárka B. . Duffield (original from the Princeton University). 1920: 221. Alois Jirásek born in hronov.